# Тайас, Шон
Шон Тайас (англ. Sean Tyas; род. 8 ноября 1979, Нью-Йорк, США) — американский диджей и музыкальный продюсер, представляющий такое популярное направление в трансе, как аплифтинг. В 2012 году занимал 93 место в мире в рейтинге 100 диджеев по версии журнала DJ Magazine. Относится к музыкантам лейбла A State of Trance.

## Биография
Шон родился и вырос в Нью-Йорке. Он начал интересоваться электронной музыкой в 1991 году, услышав ленту, содержащую различные электронные интерпретации «О’Фортуны». С тех пор, он начал слушать то, что было известно в те времена как «техно». В середине 90-х его друг, побывав в Лондоне, привёз оттуда несколько дисков, преимущественно «трансового» содержания. Это сейчас диски с подобной музыкой можно найти практически в любом американском аудиомагазине, но тогда подобные вещи были большой редкостью. Шон, до этого момента считавший себя поклонником gabber и happy hardcore, был покорён завораживающими мелодиями и безумной энергией нового для него стиля музыки.
В 1999 году Шон начал учиться миксовать треки. Но быть диджеем для него казалось тогда недостаточным, и на последующие несколько лет Тайас засел в своей домашней самодельной студии. Он делал свои первые шаги в производстве музыки, используя программное обеспечение «Impulse Tracker» на операционной системе Microsoft DOS. На своей студии он учился создавать собственные звуки, которые в дальнейшем он использовал при создании своих треков. Параллельно с этим, Шон стал резидентом нескольких небольших Нью-Йоркских клубов (таких как Shelter и Exit).
В 2004 году Шон перебирается в Германию. Этот шаг повлиял на всю его дальнейшую судьбу. Он стал тесно сотрудничать с хорошо известным в широких кругах (в первую очередь, благодаря участию в дуэте Beam & Yanou) Michael Urgacz aka Dj Beam. Время, проведенное вместе с Dj Beam, не прошло для Шона даром. Тайас набрался достаточно много опыта, результатом чего явилось создание около десятка треков, изданных на лейбле Beam-Traxx c октября 2004 по сентябрь 2005 года. Некоторые треки выпускались под их совместными проектами Sonar Systems и 64 Bit. Также Шон делал ремиксы на продюсерские работы Dj Beam. В это же время ребята выпустили их совместный великолепный Beam vs. Sean Tyas ремикс на хит Майка Олдфилда и поп-вокалистки Maggie Reilly «To France».
Но Тайас не стал останавливаться на достигнутом. В 2006 году, на 2 день после знакомства со своей будущей женой Миреллой, он написал трек «Mirella». Вскоре после этого он, теперь уже со своей женой, перебирается в Швейцарию. Тем не менее, он не теряет контакт с Beam’ом и пишет ещё один ремикс для его нового сингла «On Your Mind», получившего поддержку от Paul van Dyk, Agnelli & Nelson, John O’Callaghan. Также в это время он пишет несколько синглов для Dave202.
Следующим успехом Шона становится победа в конкурсе, организованном Сандер ван Дорном, на лучший ремикс его трека «Punk’d». Ремикс Тайаса опередил работы других конкурсантов, которых насчитывалось около 250. По всеобщему мнению, он превзошёл даже оригинал — в результате Sean Tyas Remix был издан на виниле, выпущенном на Oxygen Recordings в июле 2006 года.
К тому моменту Шон уже написал приличное количество хороших треков, неплохих ремиксов, которые, тем не менее, не пользовались большой популярностью. Настоящий успех пришёл к нему после блестящей композиции «Lift», которая получила поддержку от трех лучших диджеев планеты (Armin van Buuren, Paul van Dyk и Tiesto). В скором времени трек был издан на лейбле Джона Аскью «Discover». «Lift» вошёл в историю как один из лучших транс-треков 2006 года.
За последующие несколько лет, популярность Шона растёт невиданными доселе темпами. В 2008 году он успел отыграть свои сеты в Польше, Голландии, России, Великобритании, Украине, Аргентине, Малайзии, посетить Австралию с Пасхальным турне, а также выпустить несколько собственных треков, и треки совместно с Talla 2XLC и Simon Patterson. Всё это привело к прорыву на 54 строку списка самых популярных диджеев мира в 2008 году по версии DJ Magazine и десяткам тысяч фанатов во всех точках земного шара.
2009 год Шон начал очень мощно. В начале года Тайас выпускает свой новый трек «Melbourne», который получает поддержку от многих авторитетных диджеев. 14 февраля, в День Святого Валентина, Тайас стал первым транс-музыкантом, принявшим участие в 2009 году в легендарном Essential Mix на BBC Radio 1. Летом 2009 Шон выпускает композицию «For The Most Part», записанную вместе со своим другом и коллегой Simon Patterson, и не совсем типичный для самого Шона трек «Seven Weeks», вышедший на лейбле Сандера ван Доорна Doorn Records. Вместе с тем же Саймоном Паттерсоном и Клаудией Казаку он записывает компиляцию для Ministry of Sound «Euphoria — Trance Awards 2009». Также летом Шон побывал в небольшом турне по Австралии вместе с фестивалем Trance Energy. Осенью он выпустил ремикс на трек Dash Berlin feat. Emma Hewitt — Waiting, который стал очень популярен. За 2009 год Тайас побывал более чем в 30 странах и на 5 континентах. В результате, в конце 2009 года Шон оказался на 45 месте в списке самых популярных диджеев мира по версии DJ Magazine.
Популярность Шона растёт столь стремительно, что многие маститые диджеи уже начали завидовать его достижениям и той легкости, с которой он поднимается вверх во всевозможных рейтингах. Он, пожалуй, самый яркий на сегодняшний день представитель такого направления в транс-музыке, как «аплифтинг».

## Радио
Шон имеет собственное радио-шоу Tytanium Sessions (Ранее The Wednesday Whistle и Phased Out Phriday) на транс Интернет-радиостанции «Afterhours», которое ведёт каждый понедельник ночью.
Данное шоу также распространяется через магазин iTunes в форме подкаста.

## Дискография[5]

### Альбомы
- Sean Tyas — Degeneration (2016)

### Синглы
- Sean Tyas — Love at First Site (Topaz)
- Sean Tyas — Enchanted Moments (Moonshine Blue)
- Sean Tyas — So Far So Near (Afterglow)
- Sean Tyas — Pacifier (Inspired)
- Sean Tyas — Candida (Inspired)
- Sean Tyas — Natural (Afterglow)
- Sean Tyas — Mirella (Afterglow)
- Sean Tyas — Lift (Flow) (Discover)
- Sean Tyas — One More Night Out (Armada)
- Sean Tyas — Drop (Discover)
- Sean Tyas — Melbourne (Discover)
- Sean Tyas — Seven Weeks (Doorn Recordings)
- Sean Tyas — Rulebook (Discover Dark)
- Sean Tyas — Tingle (ASOT)
- Sean Tyas — Ivy (ASOT)
- Sean Tyas — I Remember Now (FSOE Recordings)
- Sean Tyas — OMFG (Full Tilt Recordings)
- Sean Tyas — Diverted (Reset)
- Sean Tyas — Banshee (Armada)
- Sean Tyas — Solo (ASOT)
- Sean Tyas — By The Way (Tytanium Recordings)
- Sean Tyas feat. David Berkeley — Believe (Tytanium Recordings)
- Sean Tyas & Phunpark — Midnight (Tytanium Recordings)
- Sean Tyas & Bjorn Akesson — Zahi (Tytanium Recordings)

### Ремиксы
- PPK — Resurection (Tyas & Lawrence mix) (Tommy Boy)
- Nicole J. McCloud — One Good Reason (Tyas & Lawrence mix) (24/7)
- Daniel Bedingfield — If You’re not the One (T&L mix) (Island/Def Jam)
- Mr. Mister — Broken Wings (Sean Tyas Trance Mix) (Tommy Boy)
- Hakan Lidbo — Bad Girls Go to Hell (Sean Tyas Melody mix) (V2)
- Interface — Clear Night (Sean Tyas remix) (Nilaihah)
- Moby — In My Heart (Sean Tyas misses Twilo mix) (V2)
- Christina Milian — Dip it Low (T&L mix) (Island/Def Jam)
- Simplex DSN — Skywalker (B vs ST remix) (Thrustgroove)
- Samuelzone — Intox Rox (Sean Tyas remix) (Inspired)
- Aled Mann — Cold Fusion (Sean Tyas remix) (Discover)
- Duderstadt — Muhanjala (Sean Tyas remix) (Afterglow)
- Kai del Noi — Beyond Doubt (Sean Tyas remix) (Conspiracy)
- Beam — On Your Mind (Sean Tyas remix) (Beam Traxx)
- Dusterix — Dusted (Sean Tyas remix) (Joyride)
- Beam — Silent Tears (Sean Tyas remix) (Beam Traxx)
- Akretis — There is a Time (Dave Prodygee & Sean Tyas remix) (Paradox)
- Sander van Doorn — Punk’d (Sean Tyas remix) (Oxygene)
- Bubblefish — Stars of Ibiza (Sean Tyas remix) (Sirup)
- Insigma Open your Eyes (Sean Tyas got piano mix) (ATCR)
- Trueform — Forbidden Colors (Sean Tyas reWORK) (Armada)
- Neal Scarborough — Stung on the River (Sean Tyas remix) (Discover)
- Beats of Genesis vs Legend b — Lost in Love 2006 (Sean Tyas remix) (Thrustgroove)
- Mike Foyle — Shipwrecked (Sean Tyas remix) (Armada)
- Store 'n Forward — 4 Seasons in 1 Day (Sean Tyas remix) (Afterglow Records)
- DJ TommyBoy — Poseidon (Sean Tyas reWORK) (Drizzly)
- Bobina — Lighthouse (Sean Tyas Remix & Dub) (Newstate)
- Arrival Project & DJ Fonar — Kazantip (Sean Tyas Remix)
- Vincent De Moor — Fly Away (Sean Tyas remix) (Armada)
- Thomas Datt — 2v2007 (Sean Tyas remix) (Discover)
- Thomas Bronzwaer — Resound (Tyas remix) (Vandit / VONYC digital / Yakuza)
- Above & Beyond pre. Tranquility Base — Oceanic (Tyas remix) (Anjunabeats)
- Bissen — Exhale (Sean Tyas remix) (Armada)
- Nish — Blue Sunshine (Sean Tyas Remix) (Tetsuo/Harderground)
- Talla 2XLC vs Sean Tyas — Heart to Heart (Tyas version) (Tetsuo)
- Inertia — The System (Tyas & Colontonio remix) (Discover)
- Talla2XLC vs Carl B — Keep the Fire Burning (Sean Tyas Remix) (Tetsuo)
- Ben Gold — Life (Sean Tyas Remix) (Discover)
- Adam Nickey — Slider (Sean Tyas Remix) (Anjunabeats)
- Signum — Second Wave (Sean Tyas Third Wave Remix) (Armada)
- Tom Colontonio — Sparkover (Sean Tyas Remix) (Monster Tunes)
- John O’Callaghan — Take It All Away (Sean Tyas Remix) (Armada)
- Paul Webster — Time (Sean Tyas Remix & Dub) (Armada)
- Vascotia — Verano (Sean Tyas Remix) (Enhanced)
- Dash Berlin feat. Emma Hewitt — Waiting (Sean Tyas Remix & Dub) (Armada)
- W & W — DNA (Sean Tyas Remix) (Armada)
- 4 Strings — Daytime (Sean Tyas Remix) (Spinnin')
- Vicky Devine — STarfire (Sean Tyas Remix) (Fraction)
- Armin Van Buuren Feat Susana — If You Should Go(Sean Tyas Remix)
- Gareth Emery Feat. Lucy Saunders — Sanctuary (Sean Tyas Remix) (Garuda)
- Bryan Kearney — Goosebumps (Sean Tyas Remix) (Subculture)
- Eminem Feat. Rihanna — Love The Way You Lie (Sean Tyas Remix)
- Noemi — You (Sean Tyas Remix)

## Интересные факты
- Сам Шон называет стиль играемой им музыки «Pure trance».[6]
- Для Шона более предпочтительно продюсирование треков, нежели диджеинг.[7]
- Шон считает лучшим своё выступление 2009 года Trance Energy в Австралии.
- В детстве Шон хотел стать мультипликатором в студии Диснея или художником аниме.
- Любимой компьютерной игрой Шона является Gears of War 2.
- Шон считает себя абсолютным оптимистом.
- Более всего Шон боится испорченного оборудования во время сета.